# Priah Ferguson
Priah Nicole Ferguson (Atlanta, 1 d'octubre de 2006) és una actriu estatunidenca. És més coneguda pel seu paper d'Erica Sinclair a la sèrie Stranger Things de Netflix.

## Biografia
Priah va néixer l'1 d'octubre de 2006 a Atlanta, Geòrgia, filla de John i Adjua Ferguson, director de disseny i dissenyadora gràfic, respectivament. Té una germana petita anomenada Jayda.
Priah Ferguson es va motivar per començar a actuar després de veure les pel·lícules Crooklyn i Daddy's Little Girls. Va començar a actuar el 2015 actuant en i pel·lícules independents de producció local.
El 2016, va fer el seu debut televisiu al programa de FX Networks Atlanta i al drama de la Guerra Civil dels Estats Units Mercy Street. El 2017, Ferguson va participar en la sèrie de televisió de ciència-ficció de Netflix Stranger Things en el paper recurrent d'Erica Sinclair, la germana petita de Lucas Sinclair, interpretat per Caleb McLaughlin. En les temporades 3 i 4 va passar a tindre un paper principal.